# Noria
La noria (arabe : ناعورة, nā‘ūra, syriaque : ܢܥܘܪܐ, nā‘urā), appelée également roue d'irrigation ou roue à godets, désigne originellement une machine hydraulique permettant d'élever l'eau en utilisant l'énergie produite par le courant, afin d'irriguer des cultures vivrières ou alimenter des aqueducs.
On emploie également le terme « noria » pour désigner le transport répété d'entités (humains ou moyens), par exemple dans le domaine du secours à personne (noria d'évacuation de victimes depuis la zone de sinistre vers la zone de secours stabilisée), de la lutte incendie (noria de déploiement et redéploiement des moyens d'attaque du feu), du commerce (transfert de stocks), etc.

## Histoire

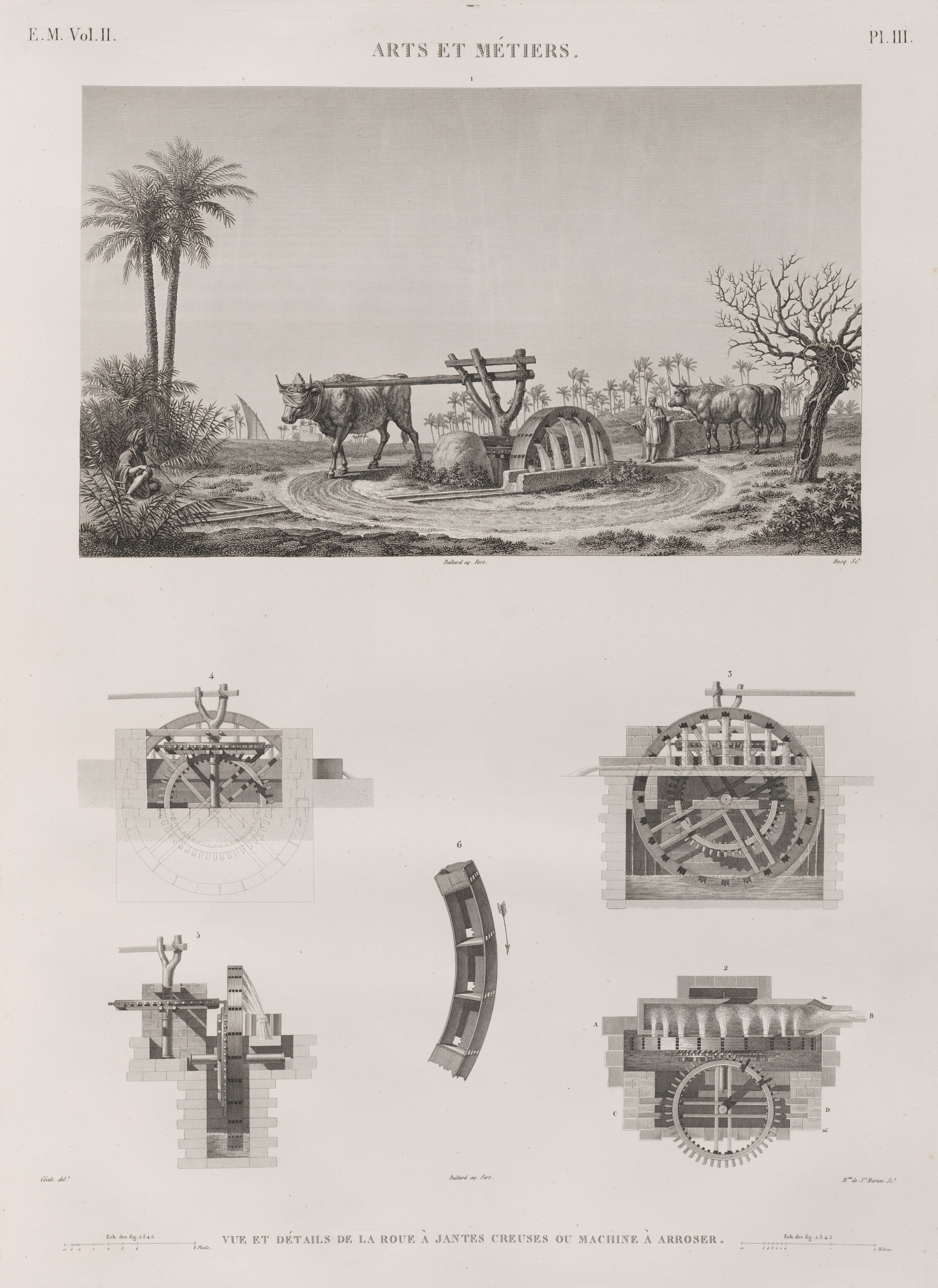
Roue en Égypte, 1809.

Cette machine hydraulique combinant une roue à aubes et une roue à augets pour élever l'eau a été réinventée à l'époque hellénistique par des ingénieurs grecs entre le IIIe et le IIe siècle. Vers l'an trois cents de l'ère chrétienne, les ingénieurs romains ont remplacé les compartiments en bois par des pots en céramique attachés à la partie extérieure d'une roue ouverte, système repris aux norias originelles des premières civilisations en Égypte antique et Mésopotamie,. Cette machine, sous le nom de tympanum, antlia (αντλίον), antlitrochos, trochantlicon, hydrotrochos, est largement rediffusée par les ingénieurs romains sur la majeure partie de l'Empire romain. Plus tard, au VIIe siècle, lorsque les territoires occupés par l'Empire romain sous Héraclius, la Palestine, la Syrie, la Mésopotamie, l'Égypte, sont reconquis par le Califat islamique, puis au VIIIe siècle lors de la conquête de l'Espagne, les ingénieurs musulmans en conservent les modèlespuis apportent des améliorations telles que la pompe aspirante à double effet automatique, qui est une partie du moteur à vapeur de notre ère.

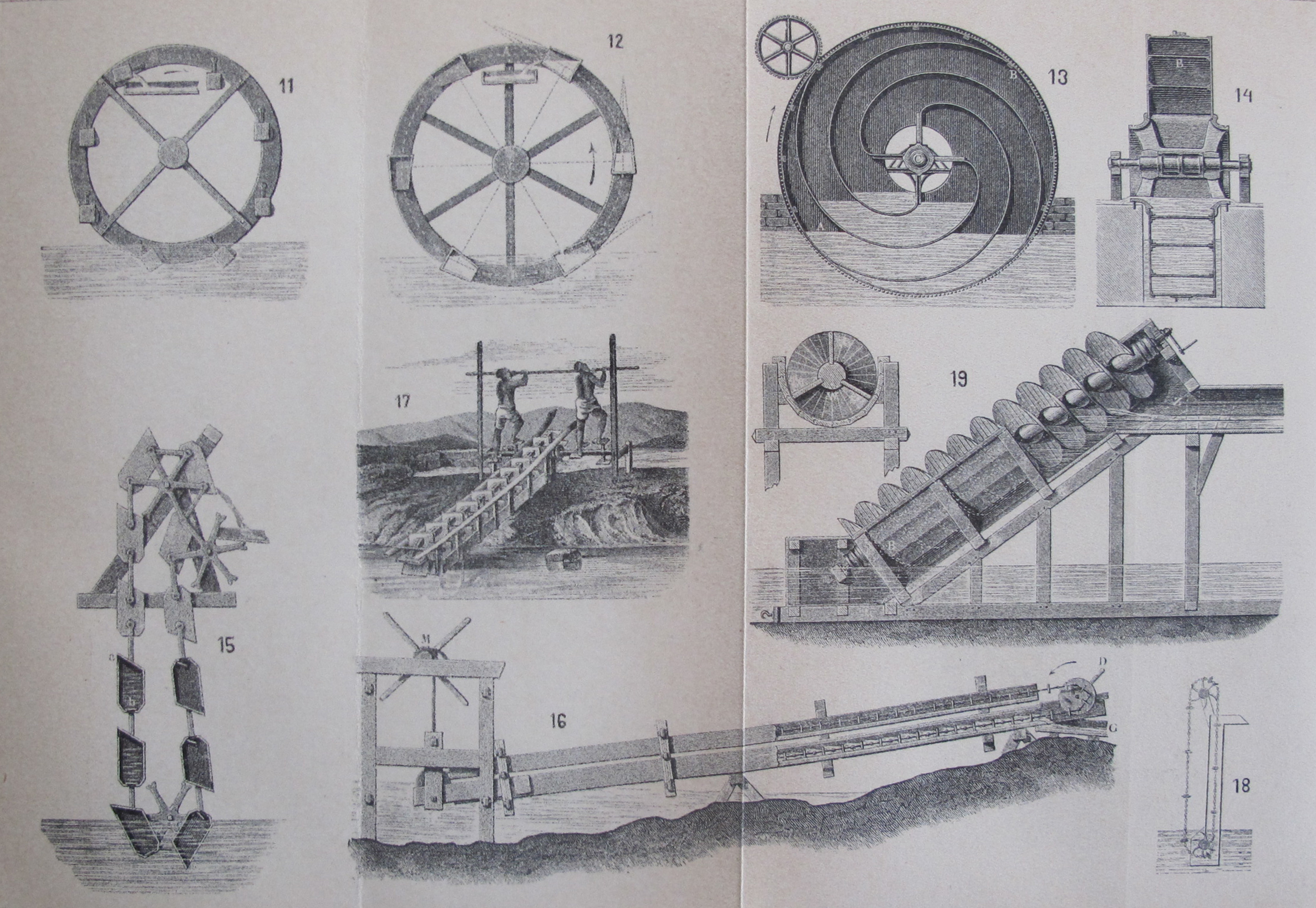
Illustration tirée du en langue tchèque de 1893.

La ville de Hama possède des exemplaires de noria datant du Bas-Empire romain.
Cette machine hydraulique est actuellement connue en français et dans plusieurs langues modernes sous son nom, syriaque, de noria cet instrument étant resté en usage jusqu'à l'Epoque moderne dans les territoires du Proche-Orient, conquis par les Arabes puis par les Turcs : Palestine, Syrie, Mésopotamie, Égypte.

### Autres dénominations
Selon les régions et les époques, divers noms ont été employés pour désigner la noria. On parle aussi de moulin ou de roue à eau, termes imprécis car utilisés aussi pour des machines qui ne font que transmettre la force de l'eau[réf. nécessaire]. On parle également de roue d'irrigation ou de roue à godets.
En Inde et en Iran notamment, c'est la roue persane, variante basée sur la force animale.
À Genève dans le quartier de La Jonction, il y avait les « puiserandes » qui assuraient l'irrigation des cultures potagères du XVIe au XVIIIe siècle, prenant l'eau dans le Rhône ou l'Arve. Cette méthode avait été introduite à Plainpalais par des réfugiés huguenots à la suite de la révocation de L’Édit de Nantes. Selon le Glossaire genevois (1851) : Puiserande; : s.f. Danaïde, roue à augets établie dans le Rhône près de Genève ; elles sont au nombre de deux, et servent aux irrigations de plusieurs jardins potagers. Ce mot de puiserande nous vient du Midi. Dans le Languedoc, pouzarangue signifie : « Puits à roue. » Nous appelons aussi puiserande des puits à roue établis à une très petite distance de l'Arve, et dont un cheval est la force motrice.
En occitan et les pays de langue d'oc, le terme « Posaraca » pouvait être employé (de pousa = puiser et raca = vomir).

## Pompe hydraulique
Le terme de noria est une appellation générique employée pour désigner tout mécanisme servant à élever de l'eau. Les norias sont classifiées selon deux groupes :
- les norias de type ascensionnel, qui utilisent l'énergie hydraulique pour fonctionner (comme les pompes, les béliers et les colonnes d'eau) et constituent l'ancêtre des pompes hydrauliques modernes.
- les norias de puisage direct, qui fonctionnent suivant le principe du chapelet hydraulique (comme les roues à aubes, les roues à godets, les meuses, les pouzarenques, les puiserandes). Cela peut être une grande roue à ailettes installée sur un cours d'eau et actionnée par le courant, ou un chapelet de godets fixés à cette roue qui élève et déverse l'eau dans un aqueduc associé, qui la distribue.

Dans les zones sans cours d'eau, des machines hydrauliques, appelées roue persane ou noria par extension, étaient aussi utilisées pour remonter l'eau des puits, et ainsi irriguer les cultures. Dans ce cas, c'était le plus souvent un cheval, un mulet ou un bœuf qui, les yeux bandés, faisait tourner la roue.
Dans presque toutes les roues à godets, la roue hydraulique d'entraînement et le dispositif de puisage sont connectés de manière coaxiale. Cependant, il est aussi possible de séparer mécaniquement les deux composants pour leur permettre de tourner à des vitesses différentes et de s'adapter à différents niveaux d'eau grâce à un décalage vertical. C’est ce qui a été mis en place pour la nouvelle roue de puisage à Steffisburg. Grâce à un système d'engrenages, le dispositif de puisage est placé un peu plus haut que la roue motrice, plus grande, et tourne à une vitesse plus rapide.

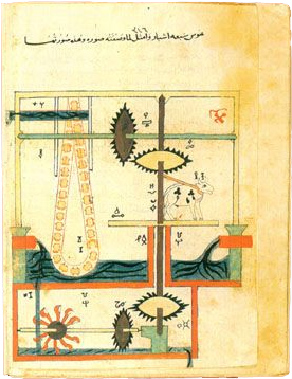
Manuscrit Al-Jazari, vers 1205 représentant une roue persane.
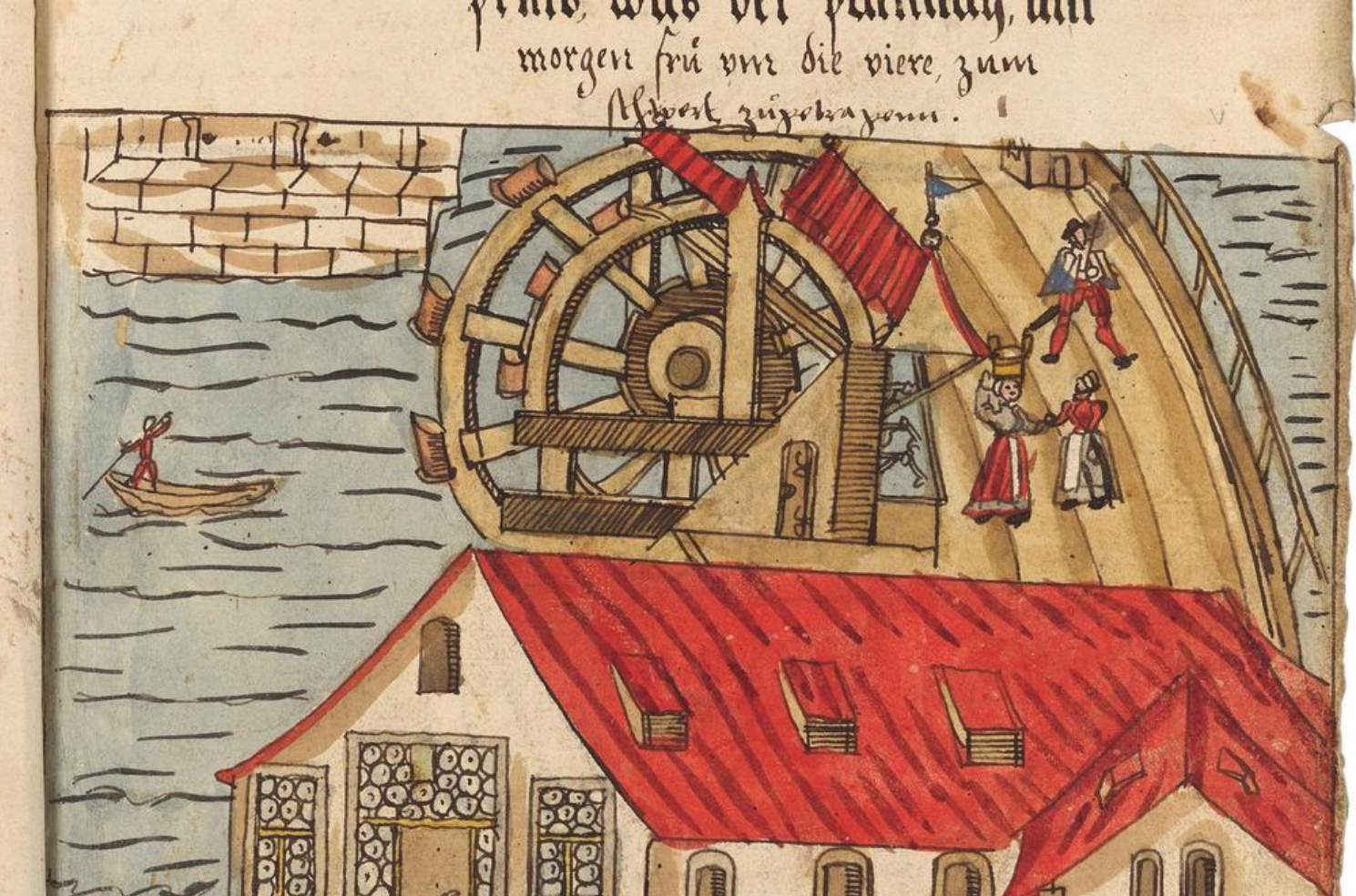
Noria du milieu du XVIe siècle à Zurich.
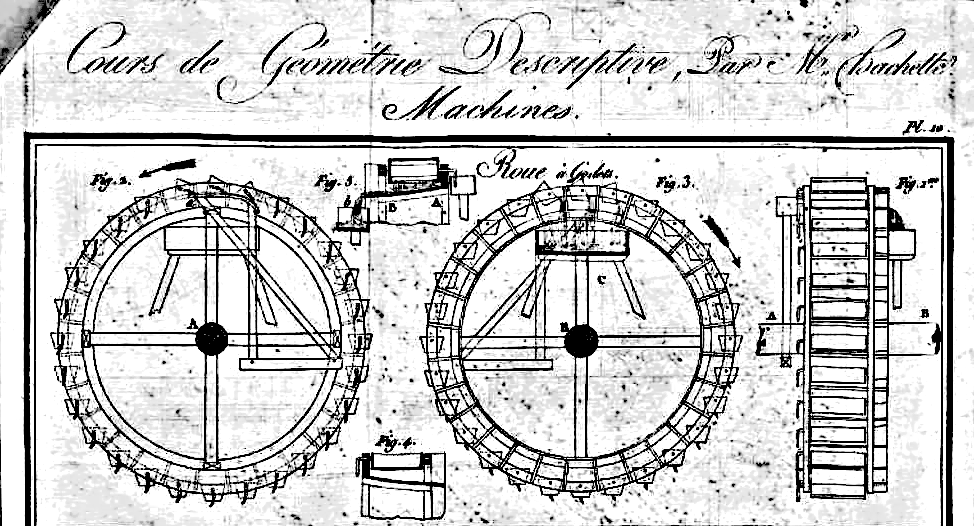
Illustration d'une roue à godets basculants du XIXe siècle.
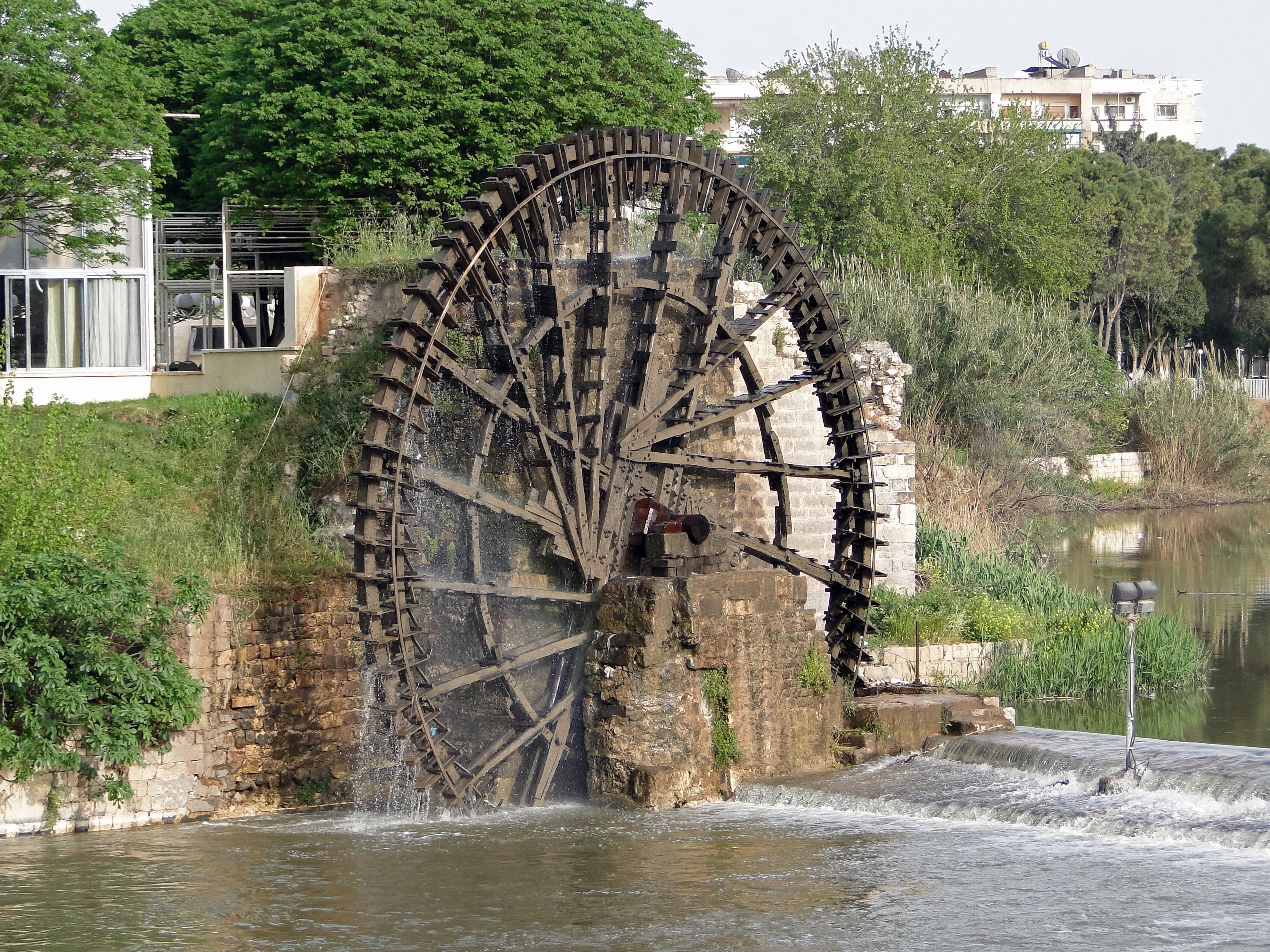
Noria à Hama en Syrie.
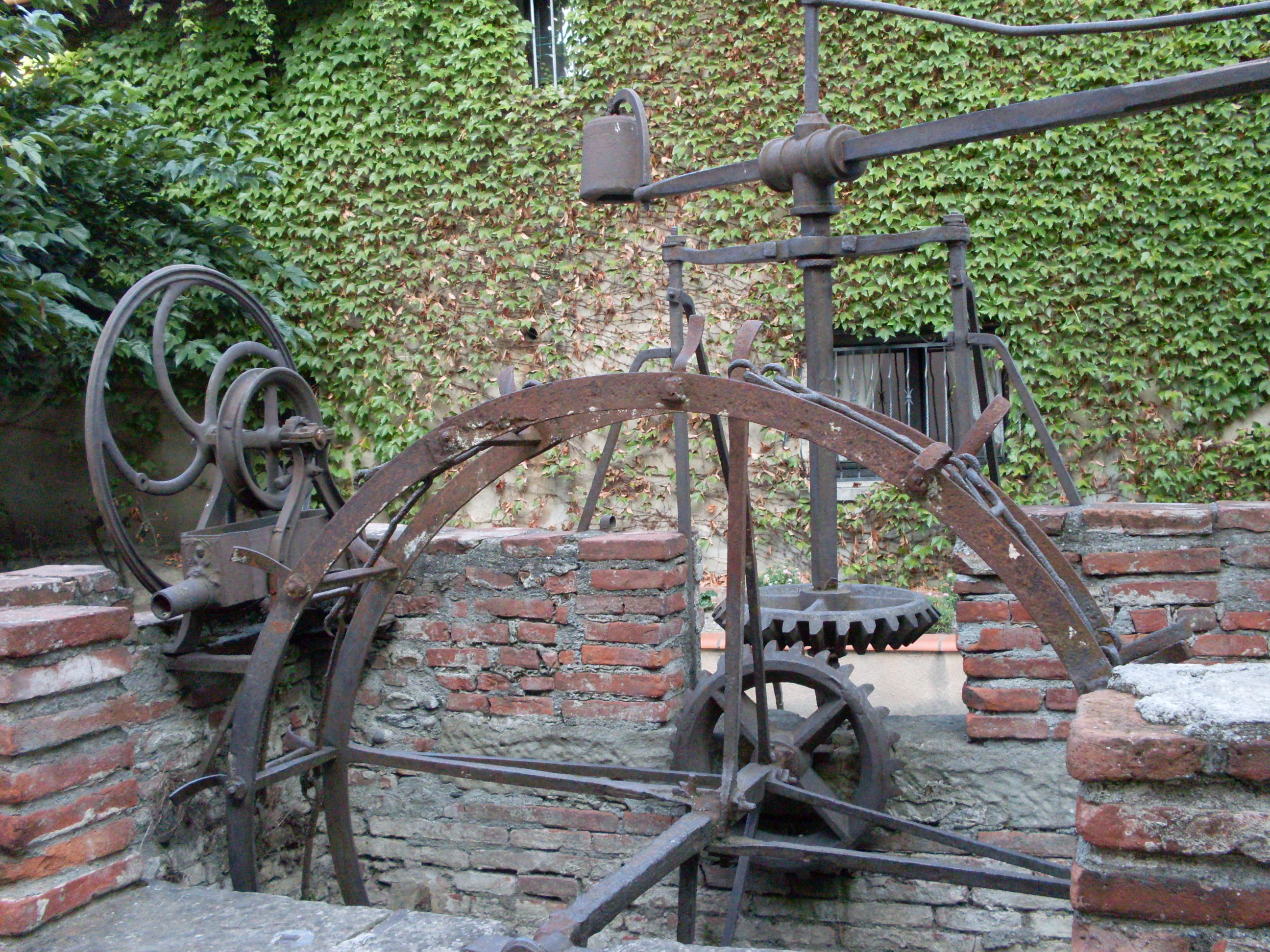
Roue persane dans le quartier des Minimes à Toulouse.
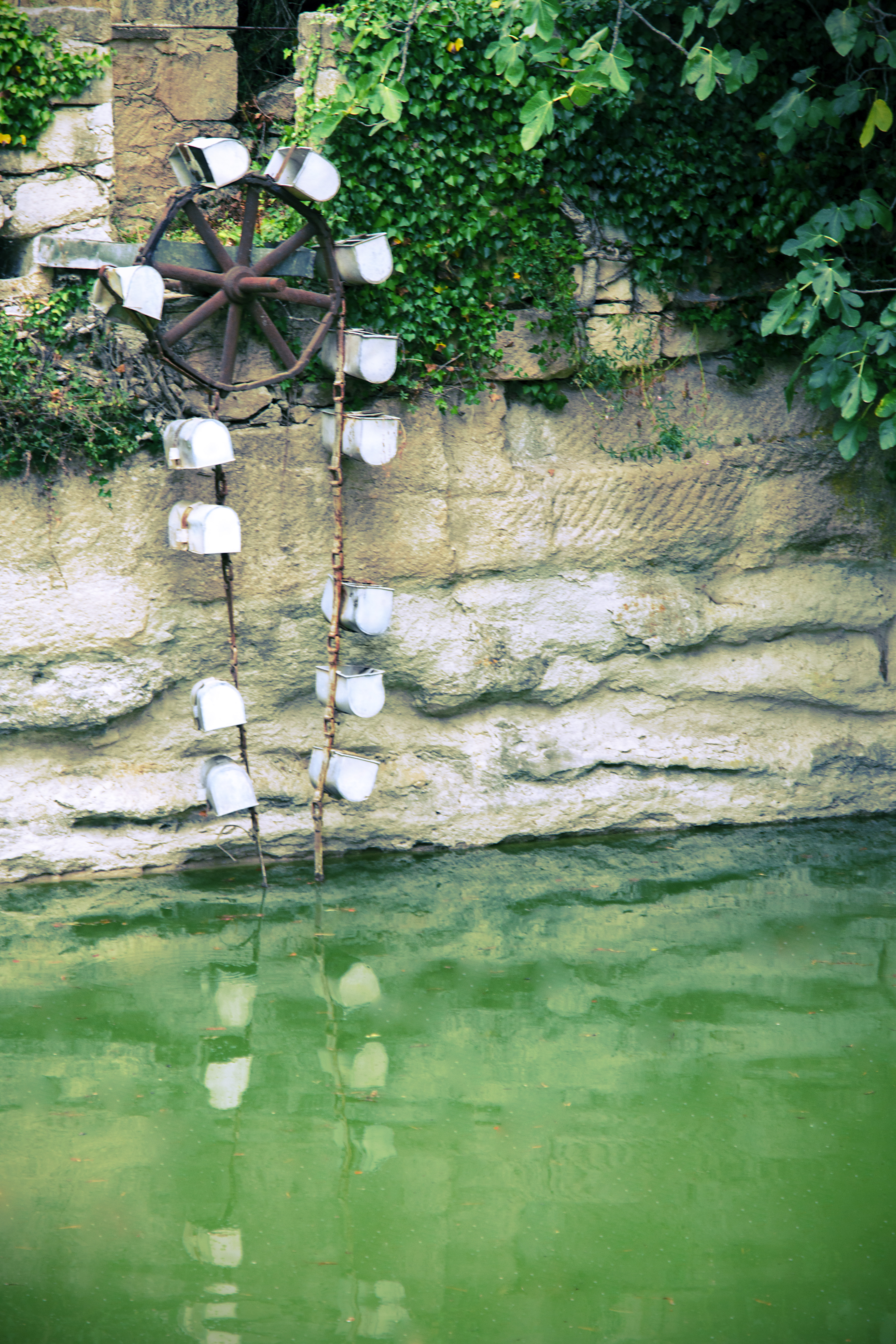
Noria à godets.
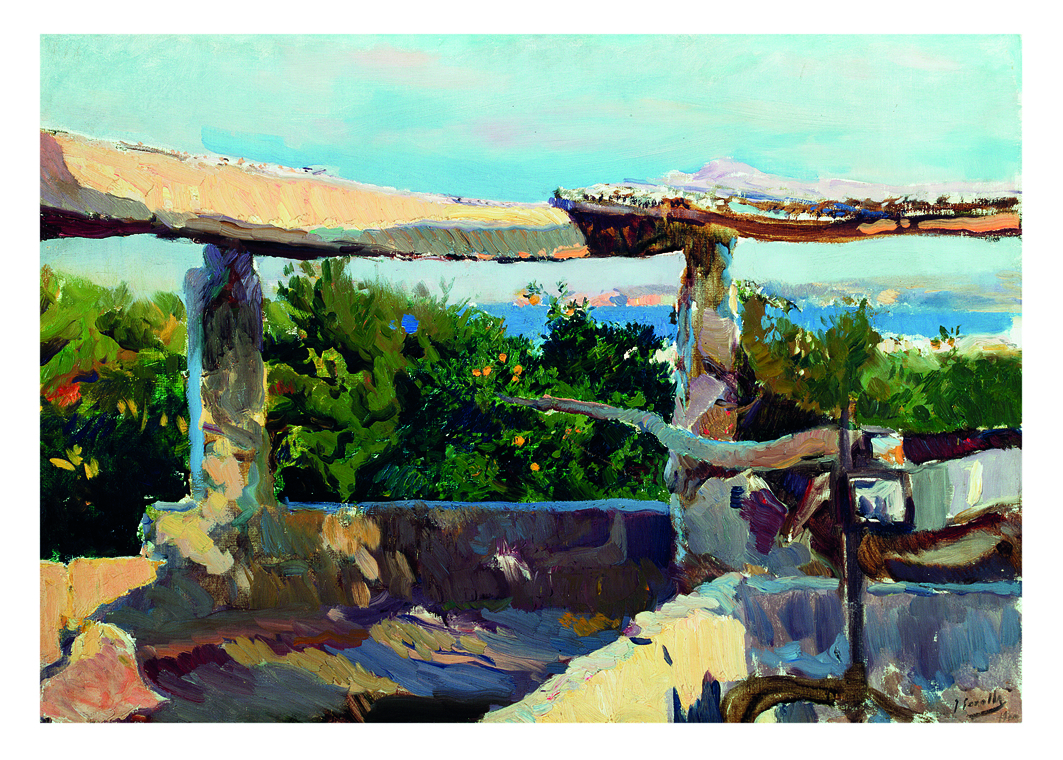
Noria, Jávea, 1900 Joaquín Sorolla Musée Sorolla, Madrid
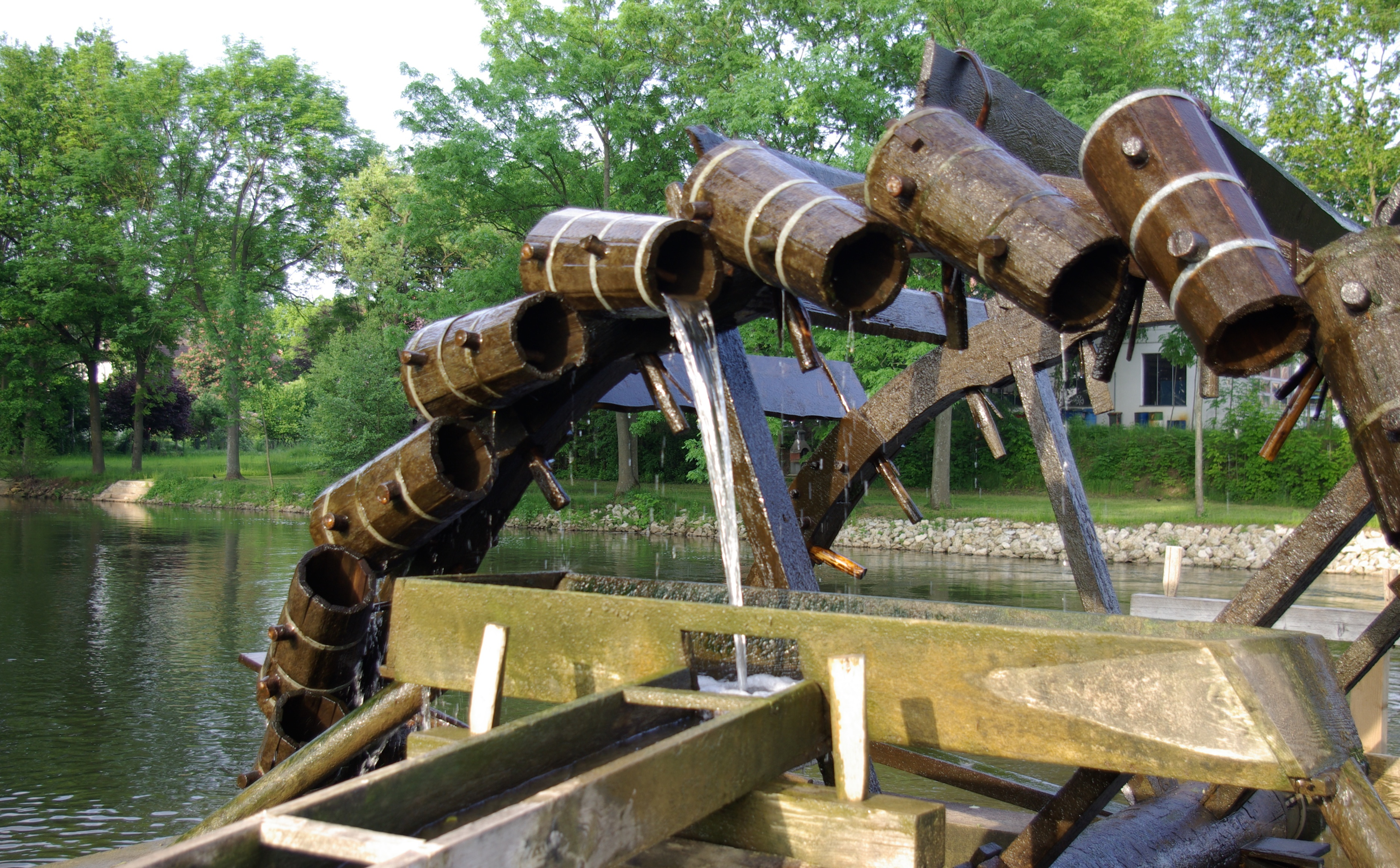
Noria à Bruck (Erlangen en Bavière).
Noria sur le blason de Balanegra en Almería.
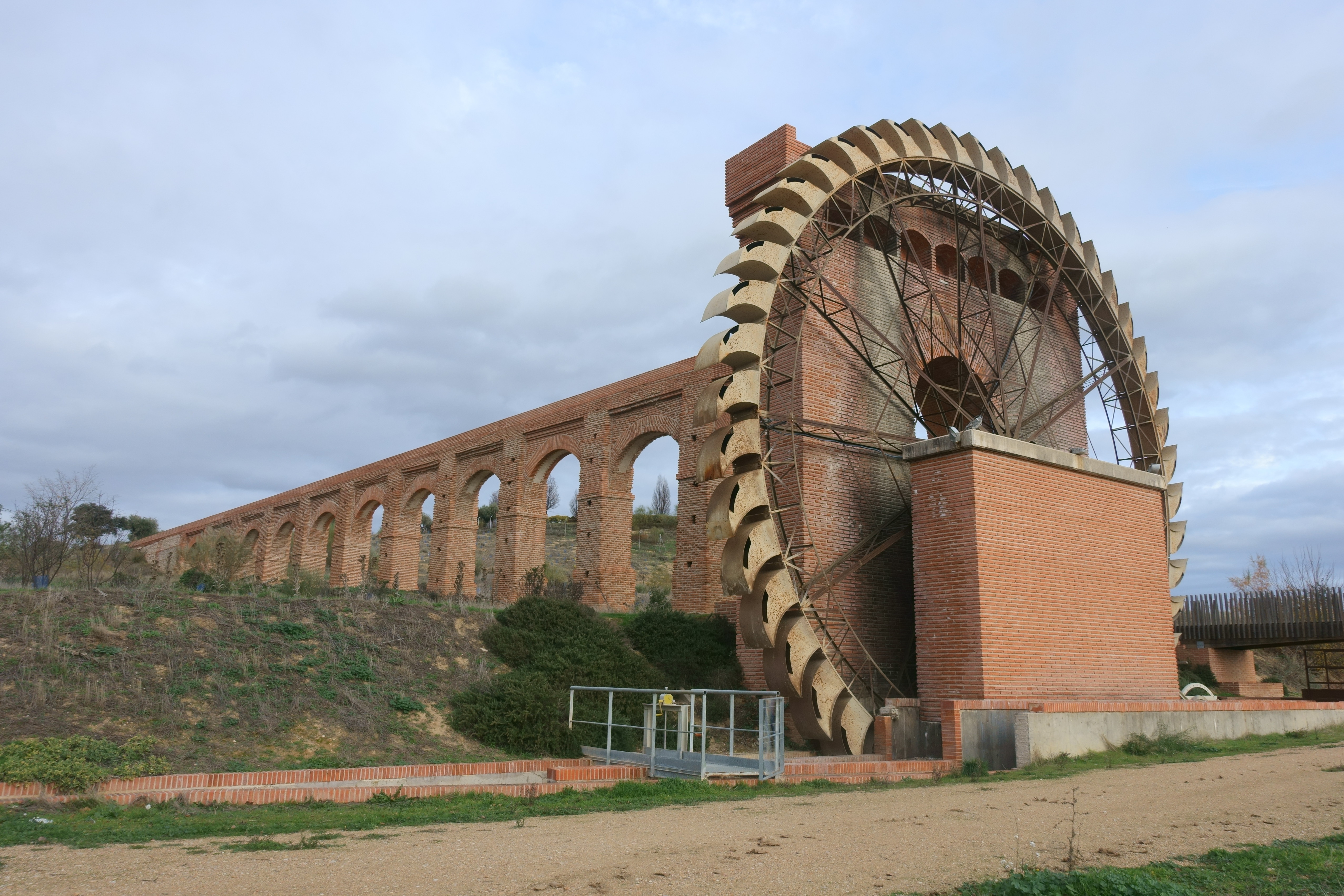
Azuda de la Montaña, Espagne
- Noria à Steffisburg, Suisse

## Procédé logistique
Par analogie, la « noria » désigne un système de transports entre des points relais destiné à éviter les transports longues distances.
- La noria est le mot employé pour désigner le système conçu par le capitaine Aimé Doumenc pour relever régulièrement les troupes engagées lors de la bataille de Verdun. Cette technique est reprise régulièrement par la suite, notamment par le régiment du train, chargé de la logistique des unités sur le terrain.
- Pour réduire les ruptures de charge les véhicules sont équipés de plateaux pouvant être posés à terre. Il en est de même pour la remorque adaptée à ces véhicules, permettant de repartir immédiatement à vide ou avec un autre plateau éventuellement chargé.
- Dans les grandes agglomérations ce procédé permet d'approvisionner les organismes qui ne peuvent l'être par des gros porteurs, que ce soit en raison des volumes livrés ou des accès non adaptés.
- Procédé utilisé par les magasins de vente par correspondance qui proposent de livrer en général plus rapidement, dans un point relais, les clients se chargeant de venir y chercher leur colis ou d'y déposer des articles échangés ou refusés.
- Les expressions de petite et grande norias sont également utilisées en cas de déclenchement en France des plans d'urgence nommés « plan blanc » (hôpitaux) et « plan rouge ». La petite noria désigne dans le cadre du plan rouge la distance entre le lieu de la catastrophe et le poste médical avancé (PMA), la grande noria désignant la distance entre le PMA et les hôpitaux les plus proches. Ceci caractérise en fait le flux de victimes.

### Stock de rotation
Par analogie, la noria désigne également, en gestion industrielle, un stock en rotation permanente.
Un produit fini est périodiquement retourné par le client final ou repris sur son site par le producteur pour être retourné en atelier où il subira divers contrôles, évolutions, modifications… avant d'être installé chez un nouveau client, et ainsi de suite. Un lot de produits en perpétuels aller-retours entre les clients et l'atelier est appelé une noria si, d'une part, le retour en atelier est une opération de maintenance préventive et, d'autre part, le produit retourné par le client ou enlevé sur son site est immédiatement remplacé par un produit identique du même lot mais portant un numéro de série différent.
À l'inverse, une opération de maintenance curative à l'issue de laquelle le produit retourné chez le client porte à priori le même numéro de série (sauf échange rendu nécessaire par un produit non réparable) n'est pas constitutif d'une noria mais d'une opération de service après-vente.
Ce mode de gestion permet d'offrir au client la permanence de la disponibilité du produit sans recours à une unité de rechange et l'accès automatique aux évolutions mineures du produit. En revanche, il pose des problèmes certains quant à la propriété du produit dans le cadre d'une vente : le client, acquérant un produit unique identifié par son numéro de série, dont il devient propriétaire, est amené au bout du temps de la première rotation du matériel à recevoir et utiliser un produit identique mais qui n'est plus le sien (numéro de série différent), alors que l'unité qu'il a achetée est utilisée par un autre client. Ce problème est d'autant plus délicat que le numéro de série est rendu obligatoire par un nombre toujours plus important de normes de qualité afin d'assurer la traçabilité du produit.

### Effet de noria
L’effet de noria désigne en matière de gestion des ressources humaines, la mesure de l’économie obtenue par une entreprise lors du remplacement de salariés âgés par des salariés plus jeunes, à effectif constant.